# Мелик-Пашаев, Александр Шамильевич
Алекса́ндр Шами́льевич Ме́лик-Паша́ев (арм. Ալեքսանդր Մելիք-Փաշայան, Мелик-Пашаян; 1905—1964) — советский дирижёр, композитор, пианист, педагог. Народный артист СССР (1951).

## Биография
Родился 10 (23) октября 1905 года в Тифлисе (ныне Тбилиси, Грузия) (по другим источникам — посёлок Шулаверы, ныне Шаумяни, Грузия), в семье шушинского армянина.
Получил домашнее музыкальное воспитание, обучался игре на фортепиано.
С 1921 года был пианистом-концертмейстером Тбилисского театра оперы и балета (ныне Грузинский театр оперы и балета имени Палиашвили). В 1923—1931 годах (с перерывом) — дирижёр этого театра.
В 1930 году окончил Ленинградскую консерваторию им. Н. А. Римского-Корсакова по классу симфонического дирижирования А. В. Гаука. Теоретические дисциплины проходил у X. С. Кушнарёва и В. В. Щербачёва.
С 1931 года — дирижёр, в 1953—1962 годах — главный дирижёр Большого театра (Москва). Среди лучших спектаклей — «Руслан и Людмила» М. И. Глинки, «Пиковая дама» и «Черевички» П. И. Чайковского, «Война и мир» С. С. Прокофьева, «Вильгельм Телль» Дж. Россини.
В 1933—1934 годах — музыкальный руководитель Оперной студии при Московской консерватории им. П. И. Чайковского.
В симфонических концертах дирижировал, как правило, монументальными произведениями Л. ван Бетховена, Дж. Верди, И. Брамса, П. И. Чайковского, Н. А. Римского-Корсакова, Д. Д. Шостаковича и др.
Гастролировал за пределами СССР в 1950-е и в начале 1960-х годов. Под его управлением прошли спектакли «Князь Игорь» (1958) и «Кармен» (1958) в Праге, «Пиковая дама» (1961) в Лондоне и Остраве, «Фауст» (1961) в Будапеште, «Аида» (1963) в Лондоне.
Автор музыкальных произведений. Среди его сочинений — оперы «Печорин» (по произведениям М. Ю. Лермонтова) и «Двенадцатая ночь» по одноименной комедии У. Шекспира, Симфония до минор, романсы на стихи А. С. Пушкина и И. Г. Эренбурга и др.
В 1943 году коллектив Большого театра, эвакуированный в Куйбышев (ныне Самара), вместе с А. Ш. Мелик-Пашаевым передал Сталинскую премию в Фонд обороны.
Умер 18 июня 1964 года в Москве. Похоронен на Новодевичьем кладбище (участок № 3).

### Семья
- Жена — Минна Соломоновна Шмелькина (1909—1995), балерина, солистка Большого театра.
  - Сын — Александр Александрович Мелик-Пашаев (род. 1941), доктор психологических наук, профессор, главный редактор журнала «Искусство в школе», художник.

## Награды и звания
- Лауреат I Всесоюзного конкурса дирижёров (2-я премия, 1938)
- Заслуженный деятель искусств РСФСР (02.06.1937)
- Народный артист РСФСР (1947)[6]
- Народный артист СССР (1951)
- Сталинская премия первой степени (1942) — за оперный спектакль «Черевички» П. И. Чайковского[7]
- Сталинская премия первой степени (1943) — за оперный спектакль «Вильгельм Телль» Дж. Россини[8]
- Три ордена Трудового Красного Знамени (02.06.1937 — за выдающиеся заслуги в деле развития оперного и балетного искусства, 27.05.1951[9], 29.10.1955)
- Орден «Знак Почёта» (04.11.1939) — «за выдающиеся заслуги в деле развития армянского театрального и музыкального искусства»
- Медаль «За доблестный труд в Великой Отечественной войне 1941—1945 гг.»
- Медаль «В память 800-летия Москвы»
- «Гран-при» (Франция) — за запись опер «Князь Игорь» А. П. Бородина (1953), «Война и мир» С. С. Прокофьева (1962)
- Премия Американской академии искусств (1965, за запись оперы «Борис Годунов», посмертно)[10].

## Дирижёр

### Тбилисский театр оперы и балета
- 1923 — «Лейла» В. И. Долидзе
- 1928 — «Орлиный бунт» А. Ф. Пащенко
- 1928 — «Дареджан Цбиери» М. А. Баланчивадзе
- 1930 — «Прорыв» С. И. Потоцкого
- 1930 — «Князь Игорь» А. П. Бородина
- 1930 — «Пиковая дама» П. И. Чайковского
- 1931 — «Шота Руставели» Д. И. Аракишвили
- 1931 — «Кармен» Ж. Бизе

### Большой театр
- 1932 — «Отелло» Дж. Верди
- 1934 — «Гугеноты» Дж. Мейербер
- 1935 — «Садко» Н. А. Римского-Корсакова
- 1935 — «Катерина Измайлова» Д. Шостаковича
- 1938 — «Броненосец „Потёмкин“» О. С. Чишко
- 1939 — «Абесалом и Этери» З. П. Палиашвили
- 1941 — «Черевички» П. И. Чайковского
- 1941 — «Ромео и Джульетта» Ш. Гуно
- 1942 — «Вильгельм Телль» Дж. Россини.
- 1943 — «Кармен» Ж. Бизе
- 1944 — «Пиковая дама» П. И. Чайковского
- 1944 — «Князь Игорь» А. П. Бородина
- 1946 — «Борис Годунов» М. П. Мусоргского
- 1948 — «Руслан и Людмила» М. И. Глинки
- 1951 — «Аида» Дж. Верди
- 1953 — «Травиата» Дж. Верди
- 1953 — «Декабристы» Ю. А. Шапорина
- 1954 — «Фиделио» Л. ван Бетховена
- 1955 — «Никита Вершинин» Д. Б. Кабалевского
- 1959 — «Банк бан» Ф. Эркеля
- 1959 — «Война и мир» С. С. Прокофьева
- 1961 — «Фауст» Ш. Гуно
- 1961 — «Судьба человека» И. И. Дзержинского
- 1962 — «Фальстаф» Дж. Верди
- «Евгений Онегин» П. И. Чайковского
- «Самсон и Далила» К. Сен-Санса
- «Великая дружба» В. Мурадели
- «Вертер» Ж. Массне
- «Царская невеста» Н. А. Римского-Корсакова
- «Иоланта» П. И. Чайковского
- «Франческа да Римини» С. В. Рахманинова
- «Иван Сусанин» М. И. Глинки

### Память
В Москве на Тверской улице, дом 25, установлена мемориальная доска дирижёру.